# Qianxinan
Det autonome præfektur Qianxinan for bouyei- og miaofolkene (黔西南布依族苗族自治州 Qianxi’nan Buyizu Miaozu zizhizhou) ligger i den kinesiske provins Guizhou. Qianxinan har et areal på 16.804 km² og ca. 3.059.400 indbyggere (2003).

## Administrative enheder
Qianxinan består af et byamt og syv amter:
- Byamtet Xingyi (兴义市), 2.911 km², 730.000 indbyggere;
- Amtet Xingren (兴仁县), 1.785 km², 460.000 indbyggere,;
- Amtet Pu'an (普安县), 1.429 km², 290.000 indbyggere,;
- Amtet Qinglong (晴隆县), 1.327 km², 270.000 indbyggere;
- Amtet Zhenfeng (贞丰县), 1.512 km², 350.000 indbyggere;
- Amtet Wangmo (望谟县), 3.006 km², 280.000 indbyggere;
- Amtet Ceheng (册亨县), 2.597 km², 220.000 indbyggere;
- Amtet Anlong (安龙县), 2.238 km², 430.000 indbyggere.

### Etnisk sammensætning
| Folkegruppe       | Antal     | Andel  |
| ----------------- | --------- | ------ |
| Han               | 1.648.221 | 57,53% |
| Bouyei            | 860.564   | 30,04% |
| Miao              | 215.187   | 7,51%  |
| Yi                | 58.766    | 2,05%  |
| Hui               | 27.936    | 0,98%  |
| Li                | 26.740    | 0,93%  |
| Gelao             | 5.063     | 0,18%  |
| Zhuang            | 4.189     | 0,15%  |
| Ukendt/udefineret | 4.169     | 0,15%  |
| Yao               | 2.701     | 0,09%  |
| Dong              | 2.482     | 0,09%  |
| Mongolere         | 1.953     | 0,07%  |
| Bai               | 1.945     | 0,07%  |
| Sui               | 1.674     | 0,06%  |
| Tujia             | 1.457     | 0,05%  |
| Andre             | 1.873     | 0,06%  |

- Angående "Li"  i Guizhou drejer det sig åbenbart ikke om li-nationaliteten fra øprovinsen Hainan. Der er enkelte grupper i Guizhou som kalder sig “Li” men som ikke formelt er en anerkent minoritetsnattionalitet, men er alligevel blevet talt under folketællingene (1982, 1990, 2000) i kategorien "Lizu" (Li-nationalitet). Dette giver let det fejlagtige indtryk at de er en gren af Hainans lifolk.

25°5′N 104°54′Ø / 25.083°N 104.900°Ø